# Cryptographis arguta
Cryptographis arguta là một loài bướm đêm trong họ Crambidae.